# 六硼化镧
六硼化镧是一种无机化合物，化学式为LaB6。它是一个超导体，相变温度只有0.45 K。

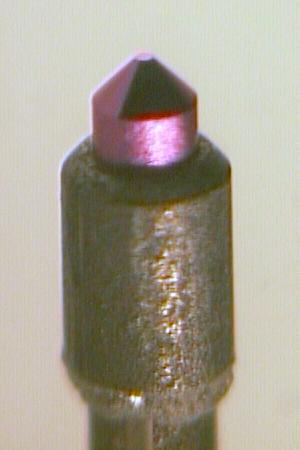
LaB_{6}热阴极

## 制备
六硼化镧可由镧或氢化镧粉末和无定形硼粉在氢气中高温加热得到。
硼还原氧化镧也能得到六硼化镧：
2 La2O3 + 30 B → 4 LaB6 + 3 B2O2↑
氧化镧也能被碳化硼还原：
La2O3 + 3 B4C → 2 LaB6 + 3 CO
硼还原氯化镧也能得到六硼化镧，这种方法不会引入碳、氧等杂质：
LaCl3 + 7 B → LaB6 + BCl3

## 用途
六硼化镧可作为大功率电子仪器的阴极材料；也可以加入玻璃或塑料中，来阻挡大部分的红外线。